# Шарун, Ганс

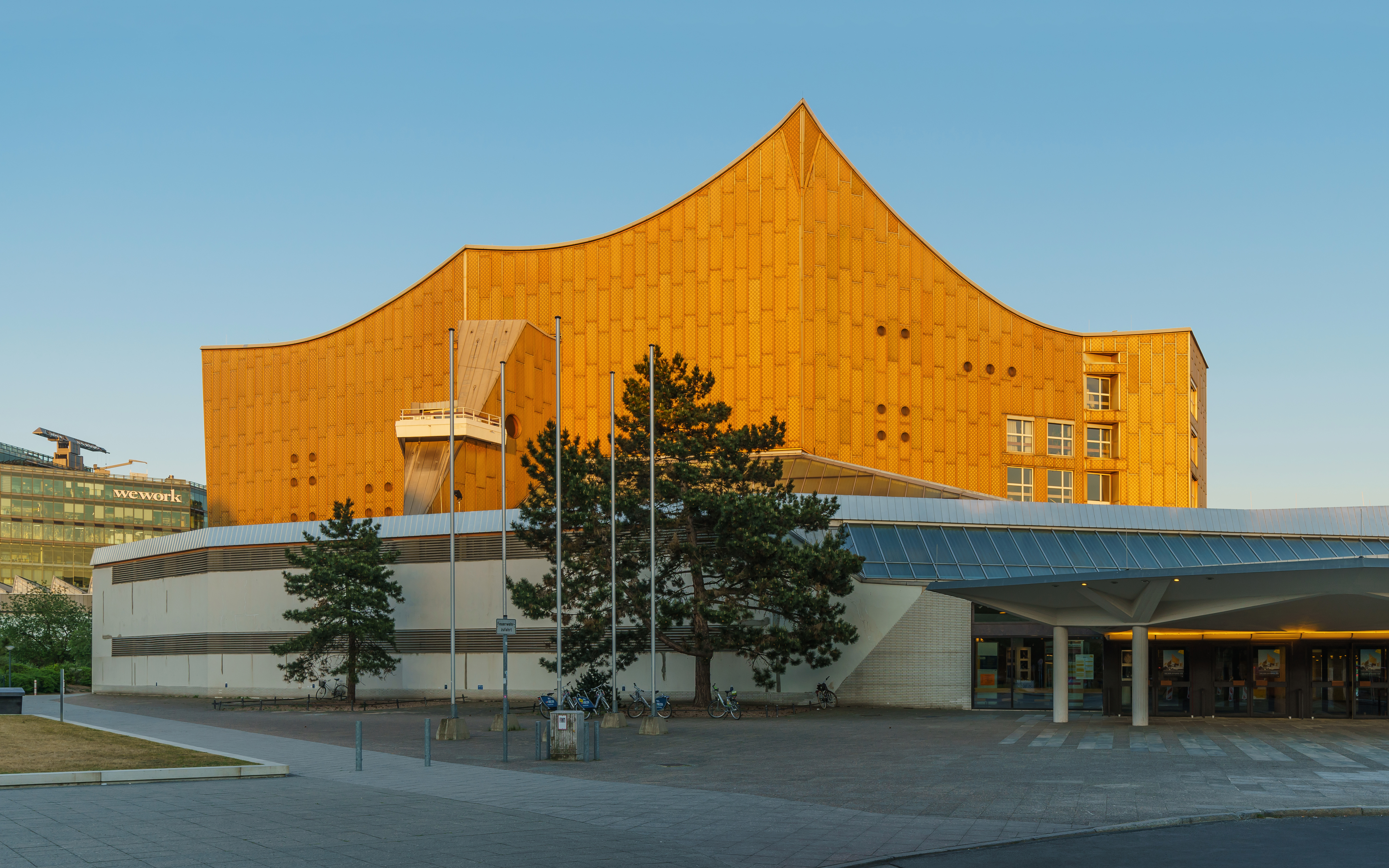
Здание Берлинской филармонии — одна из самых известных работ Ганса Шаруна

Бернхард Ганс Генри Шарун (нем. Bernhard Hans Henry Scharoun; 20 сентября 1893[…], Бремен — 25 ноября 1972[…], Западный Берлин) — немецкий архитектор, один из ведущих представителей Нового строительства и органической архитектуры.

## Биография

### 1893—1924 годы
Окончив среднюю школу, в 1912—1914 годах Шарун изучал архитектуру в Высшей технической школе Берлина (в то время Высшей королевской технической школе в Шарлоттенбурге), но не закончил учебный курс. Его интерес к архитектуре проявился ещё в школьные годы: в шестнадцать лет он создал свои первые проекты, в восемнадцать он впервые принял участие в архитектурном конкурсе на проект церкви в Бремерхафене. В 1915 году Шарун был призван в армию, но на фронт не попал, а работал на восстановлении разрушенной Восточной Пруссии. Там же после Первой мировой войны, в Инстербурге, он основал собственное архитектурное бюро, реализовал несколько своих проектов и организовывал художественные выставки, в том числе первую в Восточной Пруссии выставку экспрессионистской художественной группы «Мост». Сохранился жилой комплекс «Пёстрый ряд», единственная его работа на территории России.

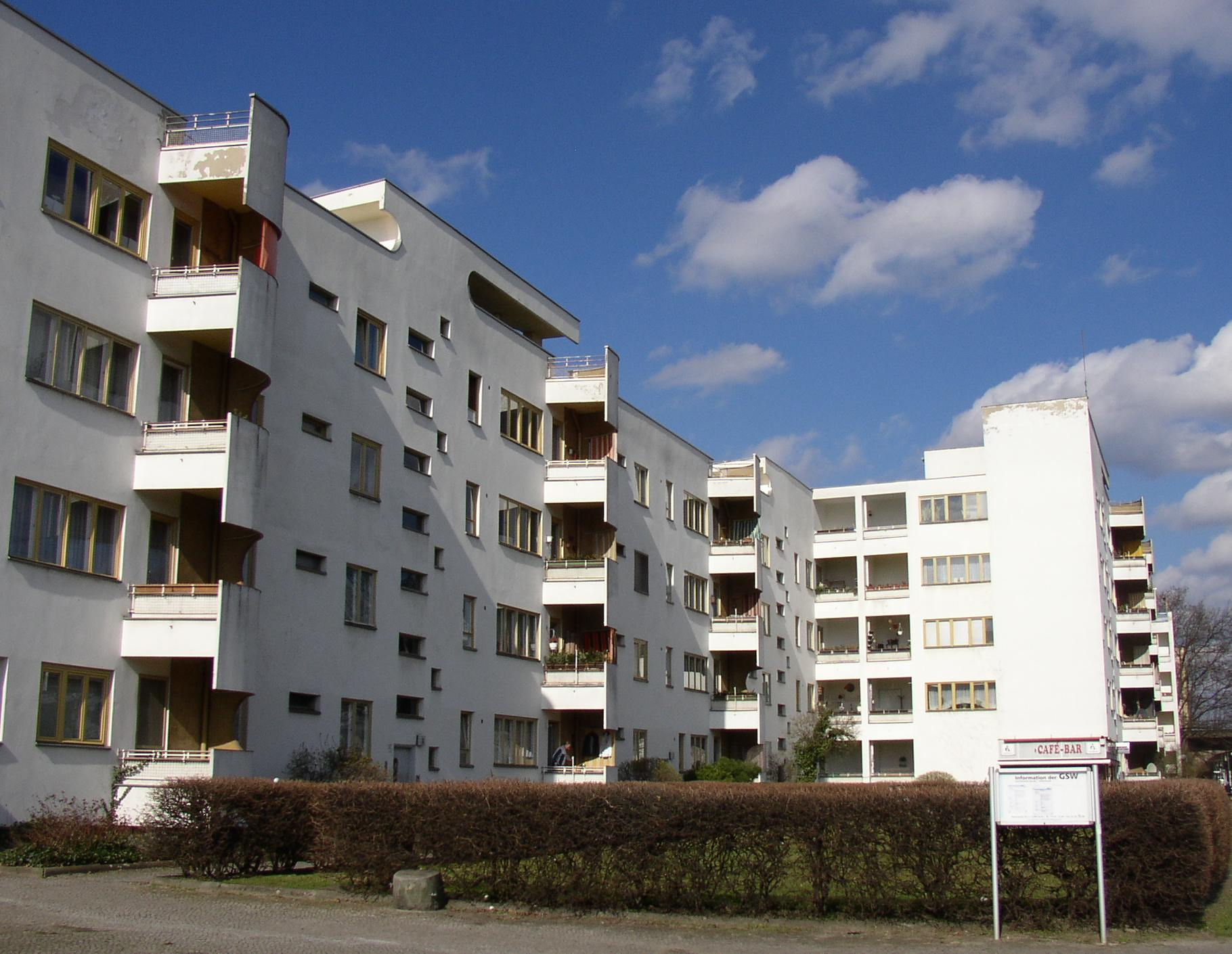
Дома по проектам Шаруна в посёлке Сименсштадт

### 1925—1932 годы
В 1925 году Шарун получил профессуру в Государственной академии искусств и ремёсел в Бреслау, где преподавал вплоть до её закрытия в 1932 году. Ещё в 1919 году Шарун вошёл в круг архитекторов-экспрессионистов «Стеклянная цепь» под руководством Бруно Таута. В 1926 году он вступил в архитектурное объединение «Кольцо» (нем. Der Ring). В 1927 году Шарун построил жилой дом в штутгартском выставочном поселении Нового строительства Вайсенхоф, а в конце 1920-х годов осуществил проект поселения Сименсштадт в Берлине. Исходя из теории Хуго Херинга о «новой архитектуре», Ганс Шарун представлял архитектурное направление, провозгласившее освобождение от формального «рационализма» заранее известных простых геометрических форм и схем. Его приоритетом было создание особого функционального характера архитектурного сооружения, в котором центральную роль играет оформление социального жилого пространства. Принцип организации жилых помещений, использованный в проекте общежития для холостых (Бреслау, 1929 год), напоминает использованные советским архитектором Гинзбургом многоярусные жилые ячейки в проекте московского дома Наркомфина.

### 1933—1945 годы
К моменту прихода к власти нацистов Шарун уже считался чрезвычайно успешным и известным архитектором («Дом Шминке» в саксонском Лёбау [1933]). В отличие от многих друзей и коллег по «Стеклянной цепи» и «Кольцу», уехавших в эмиграцию, он остался в Германии; последующее десятилетие он строил виллы для узкого круга знакомых и родственников. Внешне его работы в это время соответствовали всем действовавшим в те времена предписаниям почвеннического характера, а внутренняя планировка оставалась типичной для Шаруна. С 1932 года до его бомбардировки в 1943 году его офис находился на Пассауэр-штрассе, недалеко от Тауентзенштрассе. Во время войны Шарун участвовал в устранении разрушений от авианалётов. Свои неосуществлённые архитектурные идеи Шарун в то время фиксировал в многочисленных рисунках и акварелях. Создавая в воображении эти архитектурные сооружения, он готовил себя к новому этапу своего творчества после национал-социализма.

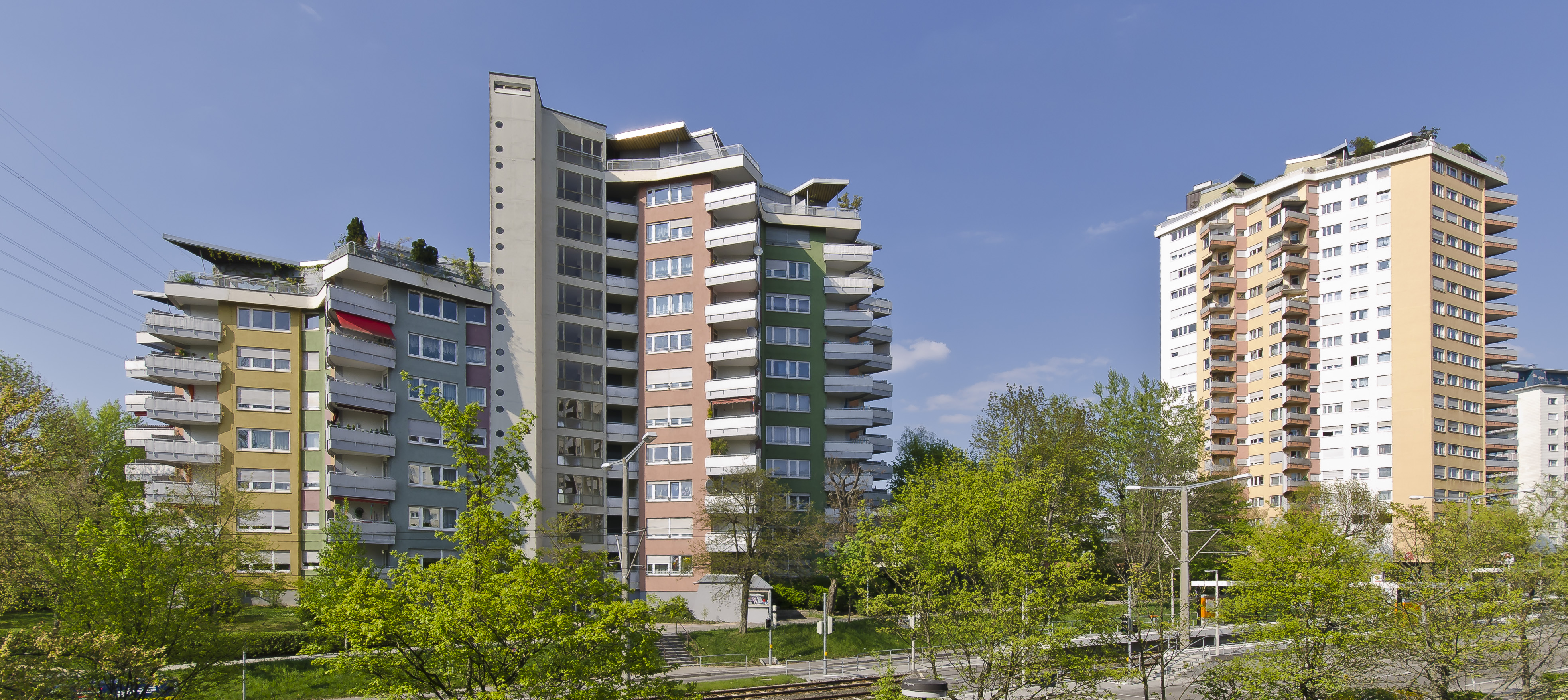
Высотные дома «Ромео» и «Джульета» в Штутгарте

### 1946—1972 годы
После Второй мировой войны Ганс Шарун был назначен союзнической администрацией советником по градостроительству и руководителем отдела магистратуры по строительству и жилью. На выставке «Берлин проектирует — первый отчёт», проходившей в залах ещё не снесённого берлинского Городского дворца (Шарун выступал за его спасение), его «проектный коллектив» представил свои идеи по восстановлению Берлина в новом духе «городского ландшафта». Но эти идеи не были восприняты, а первые выборы магистрата лишили Шаруна его должности.
В 1946 году Шарун стал профессором кафедры градостроительства архитектурного факультета созданного на базе Высшей технической школы Берлинского технического университета. В 1947—1950 годах Шарун возглавлял Институт гражданского строительства (Institut für Bauwesen) Немецкой академии наук в Берлине.
В послевоенное время Шарун строил много и разнообразно: комплекс высотных домов «Ромео» и «Джульетта» в Штутгарте (1954—1959), гимназию имени Шоллей в Люнене (1956-62), знаменитое здание Берлинской филармонии (1956—1963). Берлинская филармония, считающаяся одним из самых ярких архитектурных объектов этого рода, была первым концертным залом нового времени, где оркестр и дирижёр располагаются в центре, а не напротив зрительного зала. Этот проект часто повторяют до настоящего времени (Лос-Анджелес, Копенгаген, Париж, Гамбург). Он считается шедевром в творчестве Ганса Шаруна.
Здание посольства Германии в Бразилии, построенное в 1963—1969 годах, является единственным творением архитектора за пределами Германии.
С 1955 по 1968 годы Ганс Шарун был президентом Берлинской академии искусств (Западный Берлин), в 1968 году стал её почётным президентом.
Архитектор скончался в 1972 году в Западном Берлине.

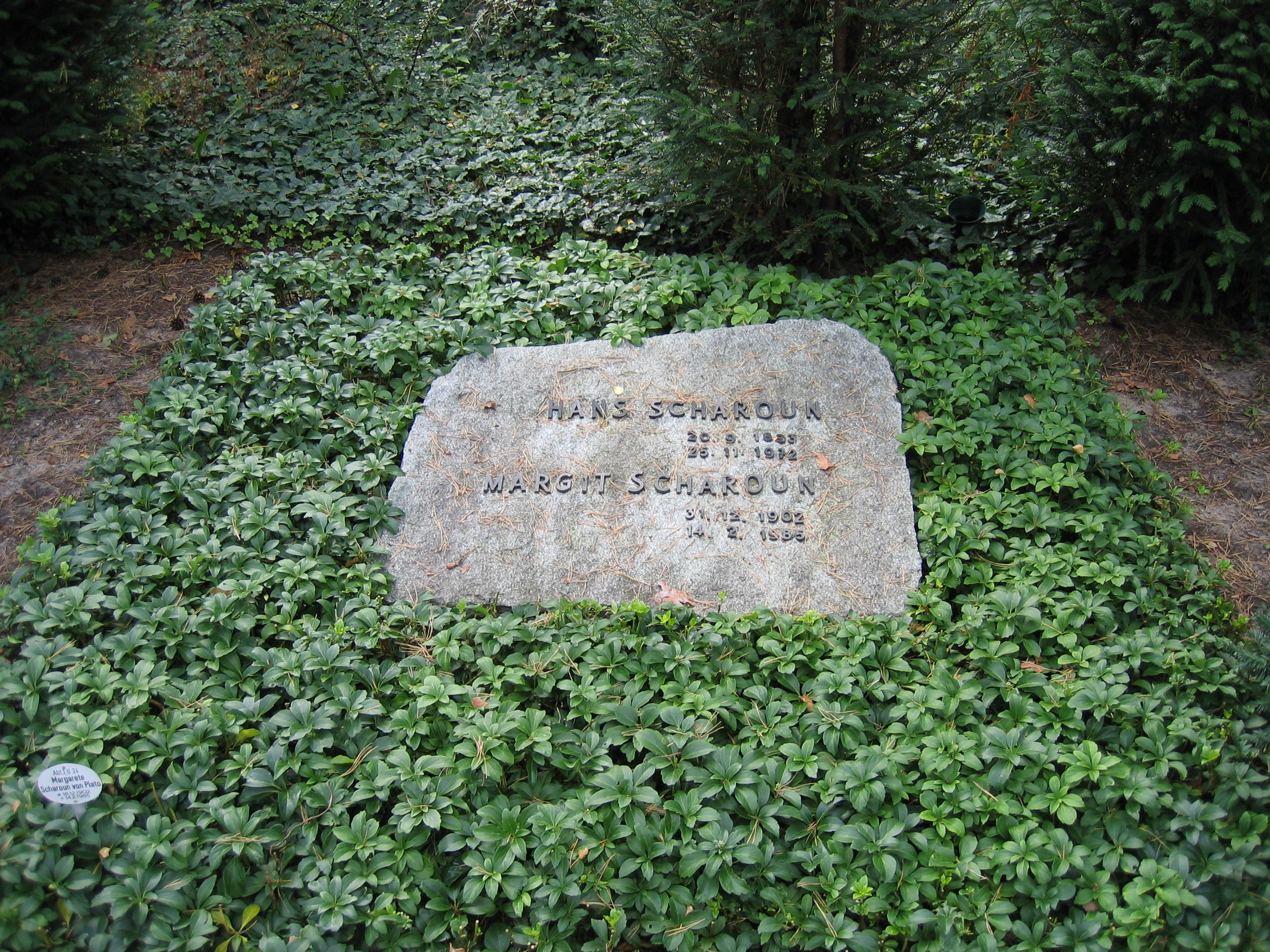
Захоронение Ганса Шаруна на Лесном кладбище в берлинском районе Целендорф

### После 1972 года
Несколько известных работ Шаруна увидели свет лишь после его смерти: здание Немецкого музея судоходства в родном городе архитектора Бремерхафене, Городского театра в Вольфсбурге и Государственной библиотеки в берлинском Культурфоруме.
Согласно концепции Шаруна, рядом с Берлинской филармонией его ученик и партнёр по бюро Эдгар Висниевски возвёл здания Зала камерной музыки и Государственного института музыковедения с Музеем музыкальных инструментов. Свой золотистый цвет, задуманный ещё Шаруном, фасад филармонии приобрёл в 1980-е годы после отделки окрашенными алюминиевыми пластинами (вначале из соображений экономии он был покрашен охрой.